# Друг Барта влюбился
«Bart’s Friend Falls in Love» (с англ. — «Друг Барта влюбился») — двадцать третья серия третьего сезона мультсериала «Симпсоны», премьера которого состоялась 7 мая 1992 года.

## Сюжет
Во время поездки в школьном автобусе Барт спрашивает у бильярдного шара предсказаний: «Останемся ли мы с Милхаусом друзьями до конца дня»? К его удивлению шар отвечает «Нет». В тот же день в их школе появляется новая ученица Саманта Стэнки. Милхаус по уши влюбился в новую ученицу и начинает проводить с ней всё своё время в ущерб дружбе с Бартом. Барта это раздражает, и он решает разлучить влюблённых.

## Культурные отсылки
- В начале серии, когда Гомер гонится за Бартом, можно услышать главную тему, написанную композитором Джоном Уильямсом к кинофильму «Индиана Джонс: В поисках утраченного ковчега». Также в конце погони Барт, преодолев закрывающуюся гаражную дверь, надевает упавшую кепку также, как Индиана Джонс надевает свою знаменитую шляпу.
- В этом эпизоде упоминается Альфред Хичкок.
- После поцелуя играет «Марсельеза».
- Лиза зачитывает статью из журнала «Eternity Magazine», в которой говорится, что через миллион лет у людей появится пятый палец, на что Барт отвечает: «Пятый палец, какое уродство!»